# Vladimír Polák
Vladimír Polák (* 23. března 1977 Ostrava) je český herec, komik, moderátor, divadelní producent a scenárista. Od roku 2014 zastupitel města Ostrava, v letech 2002 až 2010 a opět od roku 2022 zastupitel městského obvodu Moravská Ostrava a Přívoz, nestraník za hnutí Ostravak.

## Život
V letech 1991–1995 vystudoval ostravskou Janáčkovu konzervatoř pod vedením prof. hlavního oboru Alexandry Gasnárkové, v letech 1993–1995 získal stipendium od Českého literárního fondu. Od roku 1995 je členem činoherního souboru Národního divadla moravskoslezského v Ostravě. Momentálně je členem ostravského Divadla Mír.
Má za sebou řadu úspěšných divadelních rolí. Hrál také ve filmu (např. Císař a tambor, 1998). Jako mladý herec získal pozornost ve hře Romance pro křídlovku. Získal Cenu Českého divadla 2006 za nejlepší mužskou roli ve hře Mein Kampf, kde hraje Adolfa Hitlera.
Účinkoval také v pořadu Pečený sněhulák a je členem improvizační show Tři tygři. Zahrál si například ve filmech Ostravak Ostravski, Princezna zakletá v čase nebo Ženská pomsta.
Vladimír Polák je ženatý a má tři děti. Ve volném čase se věnuje aikidu.

## Politické působení
V komunálních volbách v roce 2002 byl jako nestraník za US-DEU zvolen zastupitelem městského obvodu Moravská Ostrava a Přívoz. Mandát zastupitele obhájil v komunálních volbách v roce 2006 jako nestraník za SNK ED. V roce 2006 za SNK ED také neúspěšně kandidoval do Zastupitelstva města Ostravy. V komunálních volbách v roce 2010 již nekandidoval.
V komunálních volbách v roce 2014 kandidoval jako nestraník za hnutí Ostravak do Zastupitelstva městského obvodu Moravská Ostrava a Přívoz a rovněž do Zastupitelstva města Ostravy. Ani v jednom případě však nebyl zvolen. Hned v říjnu 2014 však na mandát rezignovala stranická kolegyně Hana Kobilíková a stal se tak novým zastupitelem města. V komunálních volbách v roce 2018 se mu jako nestraníkovi za hnutí Ostravak nepodařilo získat mandát zastupitele městského obvodu Moravská Ostrava a Přívoz, obhájil však post zastupitele města Ostravy.
V komunálních volbách v roce 2022 znovu kandidoval jako nestraník za hnutí Ostravak do Zastupitelstva městského obvodu Moravská Ostrava a Přívoz a do Zastupitelstva města Ostravy. V obou případech uspěl.

## Filmografie a záznamy divadelních představeních
- 1995 – Kean (film)
- 1996 – O sirotkovi z Radhoště (film)
- 1998 – Císař a tambor (film)
- 1998 – Revizor (záznam divadelního představení)
- 1999 – Král ozvěny (film)
- 1999 – Komu zvoní hrana (film)
- 1999 – Bakaláři 1999 (TV pořad)
- 2000 – Věc Makropulos (záznam divadelního představení)
- 2006 – Tajemství Lesní země (film)
- 2006 – Můj boj (záznam divadelního představení)
- 2010 – Komedie omylů (záznam divadelního představení)
- 2011 – 4teens (TV seriál)
- 2012 – Helena (TV seriál)
- 2013-2014 – Čítanka (TV pořad)
- 2014 – Pečený sněhulák (TV skečový pořad)
- 2014-2015 – Malovaná čítanka (TV pořad)
- 2014-2016 – Rozsudek (dokumentární seriál)
- 2015 – Dovolená v Protektorátu (TV pořad)
- 2015-2019 – Soudkyně Barbara (TV pořad)
- 2016 – Ostravak Ostravski (film)
- 2016 – Doktor Faustus (záznam divadelního představení)
- 2016-2017 – Bajkovník (TV pořad)
- 2016-dosud – Tři tygři (improvizační show, skeče)
- 2017-2019 – Soudce Alexandr (TV pořad)
- 2018 – Když draka bolí hlava (film)
- 2019 – Co na to Češi (TV pořad)
- 2019 – Bull (záznam divadelního představení)
- 2019 – Odvolací soud (TV pořad)
- 2020 – Místo zločinu Ostrava (TV seriál)
- 2020 – VyPlašení (internetová improvizační parodie na reality show)
- 2020 – sKORO NA mizině (internetový seriál)
- 2020 – Distanc (internetová talk show)
- 2020 – Prázdniny (TV seriál)
- 2020 – Princezna zakletá v čase (film)
- 2020 – Povídky z Princezny zakleté v čase (internetový pořad)
- 2020 – Ženská pomsta (film)
- 2020 – Vánoční koledy v obýváku (TV pořad)
- 2020 – Libový Vánoce v pražský firmě plný jakoby úžasnejch lidiček (internetová série)
- 2021 – Volným pádem (film)
- 2021 – Adam stvořitel (filmová inscenace)
- 2021 – Kumštýři: Ostruhy nekonečna (film)
- 2021 – Porota 2 (film)
- 2021 – Tajemství staré bambitky 2 (film)
- 2021 – Scénický kaleidoskop (filmová inscenace)
- 2021 – Topgýr (internetový pořad, reklama)
- 2022 – Tři Tygři ve filmu: JACKPOT

## Divadelní role (výběr)
- 1997 William Shakespeare: Zkrocení zlé ženy (Lucenzio)
- 1998 František Hrubín: Romance pro křídlovku (František)
- 2001 Molière: Skapinova šibalství (Skapino)
- 2003 Jean-Claude Grumberg: Nejspíš sníš (Gérard B.)
- 2004 George Tabori: Můj boj (Mein Kampf) (Hitler)
- 2005 Alaina René Lesage: Vůně peněz aneb Turcaret (Pan Turcaret)
- 2006 Jiří Voskovec, Jan Werich, Jaroslav Ježek: Kat a blázen (Gaspar Radůzo, kat)
- 2006 Zdeněk Jirotka, Miroslav Oščatka: Saturnin (Jiří Slabihoudek)
- 2007 Anton Pavlovič Čechov: Racek (Konstantin Treplev)
- 2012 Oscar Wilde: Jak je důležité míti Filipa (Jack Worthing)